# جوزفين هال
جوزفين هال (بالإنجليزية: Josephine Hull )‏ (و. 1877 – 1957 م) هي ممثلة أفلام، وممثلة مسرحية، وممثلة تلفزيونية، ومخرجة مسرحية، من الولايات المتحدة، توفيت في ذا برونكس، عن عمر يناهز 80 عاماً، بسبب نزف مخي.

## التعليم
تعلمت في كلية رادكليف، وجامعة هارفارد، ومعهد نيو إنجلند للموسيقى ‏.

## جوائز وترشيحات
حصلت على جوائز منها:
- جائزة الأوسكار لأفضل ممثلة مساعدة، عن عمل: هارفي.

ترشحت لـ:
- جائزة الأوسكار لأفضل ممثلة مساعدة، عن عمل: هارفي.

## وصلات خارجية
- جوزفين هال على موقع IMDb (الإنجليزية)
- جوزفين هال على موقع الموسوعة البريطانية (الإنجليزية)
- جوزفين هال على موقع ألو سيني (الفرنسية)
- جوزفين هال على موقع تيرنر كلاسيك موفيز (الإنجليزية)
- جوزفين هال على موقع أول موفي (الإنجليزية)
- جوزفين هال على موقع قاعدة بيانات برودواي على الإنترنت (الإنجليزية)
- جوزفين هال على موقع قاعدة بيانات برودواي على الإنترنت (الإنجليزية)
- جوزفين هال على موقع قاعدة بيانات الأفلام السويدية (السويدية)
- جوزفين هال على موقع إن إن دي بي (الإنجليزية)
- جوزفين هال على موقع قاعدة بيانات الفيلم (الإنجليزية)